# Нечушкин, Юрий Васильевич
Юрий Васильевич Нечушкин (род. 1 октября 1953 года, Мытищи) — советский и российский волейболист, тренер, мастер спорта СССР международного класса (1975), заслуженный тренер РСФСР (1991). Декан физкультурно-оздоровительного факультета МГТУ им. Н. Э. Баумана.

## Биография
Юрий Нечушкин родился 1 октября 1953 года в Мытищах. Окончил Московский авиационный институт (1977), аспирантуру Московского высшего технического училища имени Н. Э. Баумана (1983), Государственный центральный ордена Ленина институт физической культуры (1989).
С 1972 по 1982 год выступал за команду МВТУ им. Н. Э. Баумана (Москва), с которой стал бронзовым призёром чемпионата СССР (1977), победителем Кубка СССР (1972, 1981). В 1975 и 1979 годах — победитель Спартакиады народов СССР в составе сборной Москвы.
После завершения игровой карьеры стал главным тренером команды МВТУ (ныне — МГТУ). Под его руководством столичные волейболисты выиграли бронзовые медали Открытого чемпионата СНГ (1991/92), становились чемпионами России (2000/01) и дважды — серебряными призёрами национальных первенств (1992, 2001/02). С 2000 года — президент волейбольного клуба МГТУ. Входил в тренерский штаб молодёжных сборных СССР (1987) и России (1996), национальной сборной страны (1998). Юрий Нечушкин — один из первых тренеров олимпийского чемпиона Тараса Хтея.
С 2005 года работает доцентом и заведующим кафедрой физического воспитания, деканом физкультурно-оздоровительного факультета МГТУ им. Н. Э. Баумана. С 2006 года — член президиума Московской федерации волейбола.
В 1998 году награждён почётным знаком «За развитие физической культуры и спорта», в 2008 году — почётным знаком «За развитие волейбола в России». Кандидат педагогических наук (2014).
Юрий Нечушкин женат, у него два сына.